# Сихаме, Аюба Али
Аюба Али Сихаме (араб. أيوب علي سهام‎; род. 15 августа 1994, Морони) — коморская пловчиха. Участница летних Олимпийских игр 2012 года.

## Биография
Аюба Али Сихаме родилась 15 августа 1994 года в коморском городе Морони.
В 2011 году участвовала в чемпионате мира по водным видам спорта в Шанхае, где заняла 77-е место в плавании на 100 метров вольным стилем, показав результат 1 минута 21,54 секунды.
В 2012 году вошла в состав сборной Комор на летних Олимпийских играх в Лондоне. На дистанции 100 метров вольным стилем заняла в квалификации последнее, 48-е место, показав результат 1.14,40 и уступив 20,05 секунды худшей из попавших в полуфинал Харуке Уэде из Японии.
Во время Олимпиады сбежала из расположения сборной Комор и поселилась на улицах Лондона. Затем оформила поддельный паспорт на имя Муниат Мхусини и пыталась перебраться в Париж, однако фальшивку обнаружили британские пограничники, когда она пыталась пересечь Ла-Манш.
Сихаме объяснила свой поступок тем, что родители на родине продали её в жёны 60-летнему мужчине, у которого уже было две жены: семья таким образом хотела заработать на её известности благодаря участию в Олимпиаде. Пловчиха не знала, что могла попросить убежища в Великобритании, так как въехала в страну легально, и тогда она бы избежала наказания. В январе 2013 года Сихаме признала вину в использовании фальшивых документов и получила 8 месяцев тюрьмы. Из-за угрозы депортации она через адвоката попросила о предоставлении убежища, так как опасалась, что на Коморах её убьют из-за того, что опозорила свою семью.